# Venstre (Dinamarca)
Venstre (pronunciación en danés: /ˈvenstʁɐ/, literalmente Izquierda) oficialmente llamado Venstre, Danmarks Liberale Parti (Izquierda, Partido Liberal Danés), es un partido político conservador-liberal y agrario de Dinamarca. Fue fundado como parte de un movimiento campesino contra la aristocracia terrateniente y en la actualidad defiende una ideología económicamente liberal y a favor del libre mercado. 
Venstre es el mayor partido de centroderecha en Dinamarca y el segundo mayor partido del país. Múltiples primeros ministros daneses han sido parte de sus filas. En las elecciones parlamentarias de 2019, Venstre recibió el 23,4% de los votos y 43 de los 179 escaños en el Folketing (parlamento danés). Su actual líder es Jakob Ellemann-Jensen quien asumió tras la renuncia de Lars Løkke Rasmussen como presidente del partido el 31 de agosto de 2019.
El partido es miembro de la Internacional Liberal y del Partido de la Alianza de los Liberales y Demócratas por Europa (ALDE) dentro el Parlamento Europeo donde posee 4 escaños.

## Ideología
Venstre es categorizado como centroderecha dentro del espectro político. Es un partido liberal en lo económico dentro de la tradición agraria nórdica y en la actualidad es más favorable al libre mercado que sus partidos hermanos. Algunos lo describen como liberal clásico, ya que su líder entre 1998 y 2009, Anders Fogh Rasmussen, conocido por la autoría del libro "Del Estado Social al Estado Mínimo" (en danés, Fra Socialstat til Minimalstat), en donde se refiere a la reforma del estado de bienestar danés desde una óptica liberal clásica, incluyendo recortes de impuestos y menor interferencia estatal en materias corporativas e individuales.
Tras las elecciones de 2001, Venstre aprobó una "parada de impuestos" para detener el crecimiento de los impuestos visto durante los ocho años anteriores bajo los socialdemócratas. Esta parada de impuestos fue objeto de fuertes críticas por parte de los partidos de izquierda de la política danesa, supuestamente por ser "asocial" y "sólo para los ricos"

## Historia

### 1870-1910
Venstre fue fundado en 1870 bajo el nombre de Det Forenede Venstre (La Izquierda Unida) y originalmente estaba formada por múltiples grupos en conflicto, todos unidos bajo la ideología liberal, la salvaguardia de los intereses de los agricultores y la oposición al entonces partido conservador Højre (literalmente "Derecha"). Después de que el partido en 1872 obtuvo la mayoría absoluta en el Folketing, se convirtió en la voz principal en la batalla por el parlamentarismo, después de lo cual el partido en 1895 se dividió en dos, Venstrereformpartiet (Partido Reformista Venstre) y Det Moderate Venstre (La Izquierda Moderada). En 1905, las facciones social-liberales se separaron del partido y formaron Radikale Venstre (también conocido en español como el Partido Social Liberal) y en 1910 Venstrereformpartiet y Det Moderate Venstre se reunieron nuevamente bajo el nombre de Venstre.

### 1910-2009

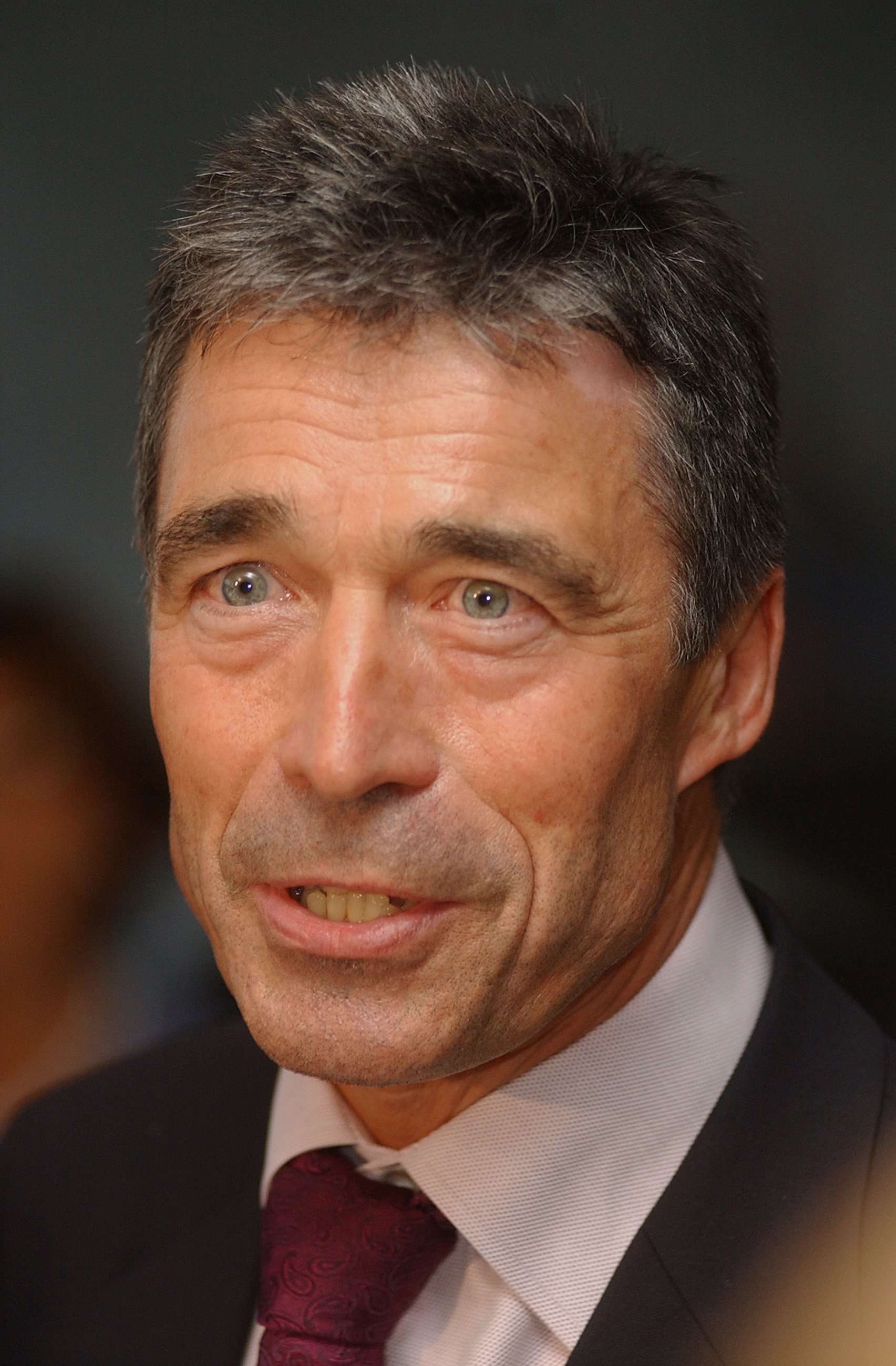
Anders Fogh Rasmussen.

Con la disminución del número de granjas y la creciente urbanización, la membresía y el apoyo de los votantes disminuyeron en la década de 1950. Durante la década de 1960, el partido evolucionó gradualmente de ser un partido campesino tradicional a un partido liberal más general. Al comienzo de la década de 1980, el partido comenzó a expandirse en áreas urbanas. En 1984, Uffe Ellemann-Jensen fue elegido presidente y al perfilar la ideología liberal en un fuerte enfrentamiento con los socialdemócratas, el partido volvió a su posición histórica como el partido liberal más grande en la década de 1990, por ejemplo, haciendo campaña para una reducción del sector público, aumentando la gestión del mercado y la privatización y siendo pro-UE.
Después de unas decepcionantes elecciones al Folketing de 1998, Ellemann-Jensen dimitió como presidente y Anders Fogh Rasmussen fue elegido en su lugar. Inmediatamente cambió la estrategia de confrontación habitual del partido, para pasar a apelar al centro político. En las elecciones parlamentarias de 2001, el partido hizo campaña por políticas de inmigración más estrictas y una "suspensión de impuestos", que resultó un éxito y el partido volvió a convertirse en el más grande en el Folketing, ganando el 31,2% de los votos y 56 escaños. Venstre formó un gobierno de coalición con el Partido Popular Conservador y el Partido Popular Danés. Por primera vez desde 1929, un gobierno liberal ya no dependía de los partidos de centro. A pesar de un pequeño descenso tanto en las elecciones parlamentarias de 2005 (29% y 52 escaños) como en las elecciones de 2007 (26,2% y 46 escaños), el partido siguió siendo el más grande y el gobierno de coalición continuó.
El 5 de abril de 2009, Fogh Rasmussen renunció como presidente, para servir como secretario general de la OTAN. En su lugar fue elegido Lars Løkke Rasmussen.

### 2009-presente
En las elecciones al Folketing de 2011, obtuvo el 26,7% de los votos y 47 escaños, pero no pudo formar gobierno, sino que lideró la oposición de la coalición socialdemócrata de la primera ministra Helle Thorning-Schmidt.
A pesar de que el partido perdió el apoyo de los votantes en las elecciones generales de 2015, obteniendo solo el 19,5% de los votos, el partido formó un gobierno minoritario. Este gobierno duró poco y en 2016 Løkke Rasmussen invitó al Partido Popular Conservador y a la Alianza Liberal a formar un nuevo gobierno de coalición.
Durante la campaña de las elecciones al Folketing de 2019, Løkke Rasmussen publicó una autobiografía, en la que se abría a la posibilidad de formar gobierno con los socialdemócratas. Esto fue visto como controvertido en el "bloque azul" liberal, y la líder socialdemócrata Mette Frederiksen rechazó inmediatamente la propuesta.
Tras las luchas internas en el partido, Løkke Rasmussen y el vicepresidente Kristian Jensen renunciaron el 31 de agosto de 2019. El 21 de septiembre de 2019, el portavoz político y exministro de Medio Ambiente y Alimentación, Jakob Ellemann-Jensen, fue elegido como el próximo presidente del partido.

## Participación en el gobierno
- 1901 -1909 (como Venstrereformpartiet/Partido Reformista de Izquierda)
- 1910 -1913
- 1920 -1924
- 1926 -1929
- 1945 -1947
- 1950 -1953 con el Partido Popular Conservador
- 1968 -1971 con el Partido Popular Conservador y el Partido Social Liberal Danés
- 1973 -1975
- 1978 -1979 con el Partido Socialdemócrata
- 1982 -1988 Partido Popular Conservador , Demócratas de Centro y el Partido Popular Cristiano .
- 1988 -1990 Partido Popular Conservador y el Partido Social Liberal Danés
- 1990 -1993 Partido Popular Conservador
- 2001 -2011 Partido Popular Conservador
- 2015 -2019 gobierno en minoría con el apoyo del Partido Popular Conservador, Alianza Liberal y el Partido Popular Danés

### Primeros ministros deVenstre
- Johan Henrik Deuntzer (24 de julio de 1901 – 14 de enero de 1905)
- Jens Christian Christensen (14 de enero de 1905 – 12 de octubre de 1908)
- Niels Neergaard (12 de octubre de 1908 – 16 de agosto de 1909)
- Ludvig Holstein-Ledreborg (16 de agosto de 1909 – 28 de octubre de 1909)
- Klaus Berntsen (5 de julio de 1910 – 21 de junio de 1913)
- Niels Neergaard (5 de mayo de 1920 – 23 de abril de 1924)
- Thomas Madsen-Mygdal (14 de diciembre de 1926 – 30 de abril de 1929)
- Knud Kristensen (7 de noviembre de 1945 – 13 de noviembre de 1947)
- Erik Eriksen (30 de octubre de 1950 – 30 de septiembre de 1953)
- Poul Hartling (19 de diciembre de 1973 – 13 de febrero de 1975)
- Anders Fogh Rasmussen (27 de noviembre de 2001 – 5 de abril de 2009)
- Lars Løkke Rasmussen (5 de abril de 2009 – 3 de octubre de 2011, 29 de junio de 2015 – 27 de junio de 2019)

## Presidentes del partido
| Nombre                 | Fotografía | Inicio                   | Fin                      | Otros cargos |
| ---------------------- | ---------- | ------------------------ | ------------------------ | --- |
| Thomas Madsen-Mygdal   |            | 1929                     | 1941                     | Primer ministro de Dinamarca (1926-1929) Ministro de Agricultura (1920-1924; 1926-1929) |
| Knud Kristensen        |            | 1941                     | 1949                     | Primer ministro de Dinamarca (1945-1947) Ministro del Interior (1940-1942; mayo-noviembre de 1945) Diputado del Folketing (1920-1949)                                                              |
| Edvard Sørensen        |            | 1949                     | 1950                     | Diputado del Folketing (1929-1950) |
| Erik Eriksen           |            | 1950                     | 24 de mayo de 1965       | Primer ministro de Dinamarca (1950-1953) Presidente del Consejo Nórdico (enero-diciembre de 1956) Ministro de Agricultura (1945-1947)                                                              |
| Poul Hartling          |            | 24 de mayo de 1965       | Diciembre de 1977        | Alto Comisionado de las Naciones Unidas para los Refugiados (1978-1985) Primer ministro de Dinamarca (1973-1975) Ministro de Relaciones Exteriores (1968-1971) Diputado del Folketing (1957-1977)  |
| Henning Christophersen |            | Septiembre de 1978       | 23 de julio de 1984      | Vicepresidente de la Comisión Europea (1985-1995) Ministro de Finanzas (1982-1984) Ministro de Relaciones Exteriores (1978-1979) Diputado del Folketing (1971-1984)                                |
| Uffe Ellemann-Jensen   |            | 23 de julio de 1984      | 18 de marzo de 1998      | Presidente del Partido de la Alianza de los Liberales y Demócratas de Europa (1995-2000) Ministro de Relaciones Exteriores (1982-1993) Diputado del Folketing (1977-2001)                          |
| Anders Fogh Rasmussen  |            | 18 de marzo de 1998      | 17 de mayo de 2009       | Secretario general de la OTAN (2009-2014) Primer ministro de Dinamarca (2001-2009) Ministro de Asuntos Económicos (1990-1992) Ministro de Impuestos (1987-1992) Diputado del Folketing (1978-2009) |
| Lars Løkke Rasmussen   |            | 17 de mayo de 2009       | 31 de agosto de 2019     | Primer ministro de Dinamarca (2009-2011; 2015-2019) Ministro de Finanzas (2007-2009) Ministro del Interior y Salud (2001-2007) Diputado del Folketing (1994-presente)                              |
| Kristian Jensen        |            | 31 de agosto de 2019     | 21 de septiembre de 2019 | Ministro de Finanzas (2016-2019) Ministro de Relaciones Exteriores (2015-2016) Ministro de Impuestos (2004-2010) Diputado del Folketing (1998-2021)                                                |
| Jakob Ellemann-Jensen  |            | 21 de septiembre de 2019 | presente                 | Ministro de Medio Ambiente y Alimentos (2018-2019) Diputado del Folketing (2011-presente) |

## Origen del nombre
El hecho de que el principal partido político de centro-derecha de un país se llame a sí mismo "Izquierda" a menudo confunde a los observadores extranjeros (y a veces a los daneses). El nombre tiene, sin embargo, su explicación histórica. En el momento de su fundación, Venstre defendía ideas progresistas en el Parlamento Danés. Sus oponentes, Højre (derecha), el precursor del actual Partido Popular Conservador, defendían los intereses establecidos, en particular los de la Iglesia de Dinamarca y la nobleza terrateniente. En la política danesa actual hay una clara distinción entre los conceptos de Venstre (izquierda, es decir, el partido que lleva ese nombre) y venstrefløj (ser de izquierda, es decir, socialista y otros partidos de izquierda). Asimismo, el uso de la palabra "izquierda" en el nombre del partido político danés Det Radikale Venstre y el partido noruego Venstre se refiere al liberalismo y no al socialismo.
Los miembros del partido son llamados venstremænd y venstrekvinder, respectivamente, "hombre venstre" y "mujer venstre" (singular: -mand, -kvinde).

## Política de impuestos
La política sobre control del crecimiento del gasto estatal, tras las elecciones de 2001, tuvo menos éxito del que originalmente se esperaba. El gasto público continuó creciendo aproximadamente un 1 % más que la inflación cada año.
El 2004 se efectuaron una serie de recortes de impuestos para incentivar la búsqueda de empleos y desincentivar el uso de la seguridad social, pero dejaron de hacer declaraciones sobre su intención de bajar, en un futuro, el "impuesto máximo" a un 15 % y de dejar el Impuesto al Valor Agregado en un 25 %.
La política danesa de impuestos iba de un rango entre el [9 %-44 %] para familias de bajos y aumentaba progresivamente hasta un rango de [44 %-62 %] para familias de clase media. 850.000 daneses (aproximadamente el 31 % de la población empleada) pagaba un impuesto del 62 %.

## Resultados electorales
Previo a la reforma total del partido en 1910, Venstre estuvo en variadas formas, tanto como un partido único (que agrupaba varias facciones) o dividido en más de un partido. Entre 1884 y 1910, se considera que constituyó al Partido Reformista Venstre y que solo desde 1910, cuando se vuelve a unir con La Izquierda Moderada, adopta la forma actual del partido y se puede decir, propiamente tal, que los resultados de las elecciones los representan completamente.

### Folketing
| Elección  | Votos          | Votos | Escaños | Escaños     | Resultado                |
| Elección  | N.º            | %     | N.º     | +/-         | Resultado                |
| --------- | -------------- | ----- | ------- | ----------- | ------------------------ |
| 1872      |                |       | 53/101  | 11a         | Gobierno                 |
| 1873      |                |       | 50/101  | 3           | Oposición                |
| 1876      |                |       | 74/104  | 24          | Gobierno                 |
| 1879      |                |       | 65/104  | 9           | Gobierno                 |
| May. 1881 |                |       | 69/102  | 4           | Gobierno                 |
| Jul. 1881 |                |       | 75/102  | 6           | Gobierno                 |
| 1884      | 80.000 (#1)    | 56,3  | 81/102  | 6           | Gobierno                 |
| 1887      | 132.000 (#1)   | 58,1  | 74/102  | 7           | Gobierno                 |
| 1890      | 123.000 (#1)   | 53,0  | 75/102  | 1           | Gobierno                 |
| 1892      | 63.000 (#3)    | 28,1  | 30/102  | 45          | Oposición                |
| 1895      | 89.530 (#1)    | 40,5  | 53/114  | 23          | Oposición                |
| 1898      | 98.070 (#1)    | 43,6  | 63/114  | 10          | Gobierno                 |
| 1901      | 96.481 (#1)    | 42,87 | 76/114  | 13          | Gobierno                 |
| 1903      | 112.034 (#1)   | 47,74 | 73/114  | 3           | Gobierno                 |
| 1906      | 94.272 (#1)    | 31,21 | 56/114  | 17          | Gobierno                 |
| 1909      | 77.949 (#2)    | 23,98 | 37/114  | 19          | Gobierno (1909)          |
| 1909      | 77.949 (#2)    | 23,98 | 37/114  | 19          | Oposición (1909-1910)    |
| 1910      | 118.902 (#1)   | 34,08 | 57/114  | 20          | Gobierno                 |
| 1913      | 103.917 (#2)   | 28,61 | 44/114  | 13          | Oposición                |
| 1915      | 8.081 (#1)     | 62.8  | 43/114  | 1           | Oposición                |
| 1918      | 269.646 (#1)   | 29,41 | 45/140  | 2           | Oposición                |
| Abr. 1920 | 350.563 (#1)   | 34,23 | 48/140  | 3           | Gobierno                 |
| Jul. 1920 | 344.351 (#1)   | 36,11 | 51/140  | 3           | Gobierno                 |
| Sep. 1920 | 411.661 (#1)   | 33,97 | 51/149  | Sin cambios | Gobierno                 |
| 1924      | 362.682 (#2)   | 28,27 | 44/149  | 7           | Oposición                |
| 1926      | 378.137 (#2)   | 28,27 | 46/149  | 2           | Coalición                |
| 1929      | 402.121 (#2)   | 28,3  | 43/149  | 3           | Oposición                |
| 1932      | 381.862 (#2)   | 24,7  | 38/149  | 5           | Oposición                |
| 1935      | 292.247 (#3)   | 17,8  | 28/149  | 10          | Oposición                |
| 1939      | 309.355 (#2)   | 18,2  | 30/149  | 2           | Oposición (1939-1940)    |
| 1939      | 309.355 (#2)   | 18,2  | 30/149  | 2           | En coalición (1940-1943) |
| 1943      | 376.850 (#3)   | 18,7  | 28/149  | 2           | En coalición             |
| 1945      | 479.158 (#2)   | 23,4  | 38/149  | 10          | Gobierno                 |
| 1947      | 529.066 (#2)   | 25,4  | 46/150  | 8           | Oposición                |
| 1950      | 438.188 (#2)   | 21,3  | 32/151  | 14          | En coalición             |
| Abr. 1953 | 456.896 (#2)   | 22,1  | 33/151  | 1           | Oposición                |
| Sep. 1953 | 499.656 (#2)   | 23,1  | 42/177  | 9           | Oposición                |
| 1957      | 578.932 (#2)   | 25,1  | 45/179  | 3           | Oposición                |
| 1960      | 512.041 (#2)   | 21,1  | 38/179  | 7           | Oposición                |
| 1964      | 547.770 (#2)   | 20,8  | 38/179  | 0           | Oposición                |
| 1966      | 539.027 (#2)   | 19,3  | 35/179  | 3           | Oposición                |
| 1968      | 530.167 (#3)   | 18,6  | 34/179  | 1           | En coalición             |
| 1971      | 450.904 (#3)   | 15,6  | 30/179  | 4           | Oposición                |
| 1973      | 374.283 (#3)   | 12,3  | 22/179  | 8           | Gobierno                 |
| 1975      | 711.298 (#2)   | 23,3  | 42/179  | 20          | Oposición                |
| 1977      | 371.728 (#3)   | 12,0  | 21/179  | 21          | Oposición (1977-1978)    |
| 1977      | 371.728 (#3)   | 12,0  | 21/179  | 21          | En coalición (1978-1979) |
| 1979      | 396.484 (#2)   | 12,5  | 22/179  | 1           | Oposición                |
| 1981      | 353.280 (#4)   | 11,3  | 20/179  | 2           | Oposición (1981-1982)    |
| 1981      | 353.280 (#4)   | 11,3  | 20/179  | 2           | En coalición (1982-1984) |
| 1984      | 405.737 (#3)   | 12,1  | 22/179  | 2           | En coalición             |
| 1987      | 354.291 (#4)   | 10,5  | 19/179  | 3           | En coalición             |
| 1988      | 394.190 (#4)   | 11,8  | 22/179  | 3           | En coalición             |
| 1990      | 511.643 (#3)   | 15,8  | 29/179  | 7           | En coalición (1990-1993) |
| 1990      | 511.643 (#3)   | 15,8  | 29/179  | 7           | Oposición (1993-1994)    |
| 1994      | 775.176 (#2)   | 23,3  | 42/179  | 13          | Oposición                |
| 1998      | 817.894 (#2)   | 24,0  | 42/179  | 0           | Oposición                |
| 2001      | 1.077.858 (#1) | 31,2  | 56/179  | 14          | En coalición             |
| 2005      | 974.636 (#1)   | 29,0  | 52/179  | 4           | En coalición             |
| 2007      | 908.472 (#1)   | 26,2  | 46/179  | 6           | En coalición             |
| 2011      | 947.725 (#1)   | 26,7  | 47/179  | 1           | Oposición                |
| 2015      | 685.188 (#3)   | 19,5  | 34/179  | 13          | Gobierno                 |
| 2019      | 825.486 (#2)   | 23,4  | 43/179  | 9           | Oposición                |
| 2022      | 470.289 (#2)   | 13,3  | 23/179  | 20          | En coalición             |

a Respecto a la suma de Izquierda Nacional, Izquierda Popular, Izquierda de A. F. Tscherning y Partido Liberal Nacional.

### Consejos Municipales
| Elección | Escaños     | Escaños |
| Elección | N.º         | +/-     |
| -------- | ----------- | ------- |
| 1925     | 2291/11 289 | Nuevo   |
| 1929     | 2615/11 329 | 324     |
| 1933     | 2692/11 424 | 77      |
| 1937     | 2374/11 425 | 318     |
| 1943     | 2217/10 569 | 157     |
| 1946     | 2519/11 488 | 302     |
| 1950     | 2342/11 499 | 177     |
| 1954     | 2353/11 505 | 11      |
| 1958     | 2405/11 529 | 52      |
| 1962     | 2196/11 414 | 209     |
| 1966     | 1747/10 005 | 449     |
| 1970     | 1080/4677   | 667     |
| 1974     | 1277/4735   | 197     |
| 1978     | 1155/4759   | 122     |
| 1981     | 1240/4769   | 85      |
| 1985     | 1201/4773   | 39      |
| 1989     | 1261/4737   | 60      |
| 1993     | 1601/4703   | 340     |
| 1997     | 1557/4685   | 44      |
| 2001     | 1666/4647   | 109     |
| 2005     | 804/2522    | 862     |
| 2009     | 699/2468    | 105     |
| 2013     | 767/2444    | 68      |
| 2017     | 688/2432    | 79      |

### Amty Consejos Regionales
| Elección | Votos   | Escaños | Escaños |
| Elección | Votos   | N.º     | +/-     |
| -------- | ------- | ------- | ------- |
| 1935     | 217.375 | 124/299 | Nuevo   |
| 1943     | 300.241 | 123/299 | 1       |
| 1946     | 368.040 | 139/299 | 16      |
| 1950     | 348.861 | 128/299 | 11      |
| 1954     | 355.295 | 127/299 | 1       |
| 1958     | 412.111 | 135/303 | 8       |
| 1962     | 387.628 | 127/301 | 8       |
| 1966     | 402.574 | 115/303 | 12      |
| 1970     | 449.479 | 95/366  | 20      |
| 1974     | 400.062 | 98/370  | 3       |
| 1978     | 411.812 | 90/370  | 8       |
| 1981     | 457.565 | 84/370  | 6       |
| 1985     | 418.149 | 83/374  | 1       |
| 1989     | 451.807 | 89/374  | 6       |
| 1993     | 717.536 | 125/374 | 36      |
| 1997     | 665.857 | 124/374 | 1       |
| 2001     | 963.220 | 139/374 | 15      |
| 2005     | 744.466 | 60/205  | 79      |
| 2009     | 648.903 | 54/205  | 6       |
| 2013     | 809.664 | 62/205  | 8       |
| 2017     |         | 54/205  | 8       |

### Parlamento Europeo
| Elección | Votos        | Votos | Escaños | Escaños     |
| Elección | N.º          | %     | N.º     | +/-         |
| -------- | ------------ | ----- | ------- | ----------- |
| 1979     | 252.767 (#3) | 14,41 | 3/16    | Nuevo       |
| 1984     | 248.397 (#4) | 12,41 | 2/16    | 1           |
| 1989     | 297.565 (#3) | 16,63 | 3/16    | 1           |
| 1994     | 394.362 (#1) | 18,96 | 4/16    | 1           |
| 1999     | 460.834 (#1) | 23,39 | 5/16    | 1           |
| 2004     | 366.734 (#2) | 19,36 | 3/14    | 2           |
| 2009     | 474.041 (#2) | 20,24 | 3/13    | Sin cambios |
| 2014     | 379.840 (#3) | 16,68 | 2/13    | 1           |
| 2019     | 648.203 (#1) | 23,5  | 3/14    | 1           |
| 2024     | 360.212 (#3) | 14,7  | 2/15    | 1           |